# خالد خوجة
خالد خوجة أو ألب تكين خوجة أوغلي طبيب وسياسي يحمل الجنسيتين السورية والتركية، انتخب رئيسًا لائتلاف الوطني لقوى الثورة والمعارضة السورية في 4 يناير 2015 خلفا لهادي البحرة و ظل في هذا المنصب حتى انتخاب أنس العبدة خلفاً له في 5 مارس 2016، وفي ديسمبر 2019 شارك في تأسيس حزب المستقبل التركي بزعامة أحمد داود أوغلو.

## النشأة والتعليم
ولد خالد خوجة بدمشق في 4 يوليو 1965، وهو من أُصول تركمانية. أنهى دراسته الابتدائية والإعدادية في دمشق، ثم سافر إلى ليبيا ليكمل تعليمه الثانوي في مدينة أوباري عام 1985، وبعدها انتقل إلى تركيا التي حيث درس العلوم السياسية بجامعة إسطنبول عام 1986، ليلتحق بجامعة أزمير في تركيا، ويدرس الطب ويتخرج عام 1994. يعمل خوجة رئيس هيئة الإدارة في مجموعة الأكاديمية الطبية، ومستشار إستثمار وتطوير و إدارة بالقطاع الطبي منذ عام 1994 حتى الآن.

## العمل السياسي
تعرض خوجة خلال مراحل تعليمه لاعتقالين من قبل نظام الرئيس حافظ الأسد: الأول سنة 1980 واستمرت فترة اعتقاله أربعة أشهر، ثم اعتقل ثانية سنة 1981 مدة عام ونصف بسبب نشاط والده السياسي في نقابة الأطباء. أسس مستشفيين ومستوصفين طبيين منذ عام 1995 حتى عام 2004.
مع بداية الثورة السورية منتصف مارس 2011 شارك خوجة في الحراك الثوري، وأسس منبر التضامن مع الشعب السوري. يُعد خوجة من مؤسسي المجلس الوطني السوري الذي أنشئ في 2 أكتوبر 2011، كما ساهم في تأسيس الائتلاف الوطني السوري لقوة الثورة والمعارضة الذي أعلن عن تشكيله في نوفمبر 2012. همل ممثلًا للائتلاف السوري في تركيا، وهو شخصية قريبة من الحراك المدني والعسكري ويعد من مؤسسي مشروع المجالس المحلية في سوريا.

## رئاسة الائتلاف السوري
كان خوجة أحد أعضاء المجلس الوطني السوري، وعضو في الكتلة التركمانية في الائتلاف. في 4 يناير 2015 انتخب الائتلاف الوطني السوري المعارض لنظام الرئيس بشار الأسد خالد خوجة رئيسًا جديدا له خلفا لهادي البحرة، وذلك في اجتماع مغلق عقد في مدينة إسطنبول التركية. فاز خوجة بمجموع 56 صوتًا من أصل 111 صوت، متفوقا على منافسه القريب من الإخوان المسلمين نصر الحريري الذي حصل على 50 صوتًا.